# Epiplema lignicolor
Epiplema lignicolor är en fjärilsart som beskrevs av Paul Dognin 1902. Epiplema lignicolor ingår i släktet Epiplema och familjen Uraniidae. Inga underarter finns listade i Catalogue of Life.